# Dora Rappard

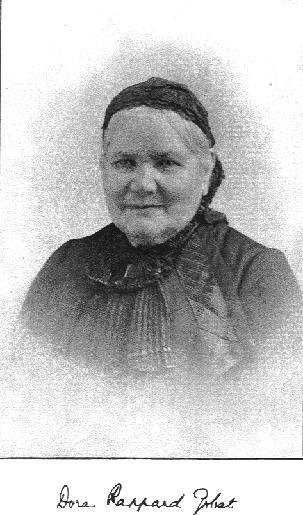
Dora Rappard

Dora Rappard, geborene Dora Gobat (* 1. September 1842 in Malta; † 10. Oktober 1923 in St. Chrischona) war eine Schweizer Missionarin und evangelische Kirchenlieddichterin.

## Leben
Sie war die Tochter des späteren Bischofs von Jerusalem, Samuel Gobat, und dessen Ehefrau Maria, welche ihrerseits Tochter von Christian Heinrich Zeller, dem Gründer der Anstalt Beuggen, war. Sie wuchs in einem frommen Elternhaus auf und erlebte eine glückliche Kindheit. Eine Hirnhautentzündung in jungen Jahren, von der sie aber wieder genas, bereitete ihr in späteren Jahren immer wieder Kopfschmerzen.
Sie erhielt eine vierjährige Ausbildung am Töchterpensionat der Brüdergemeine in Montmirail. Hier lernte sie die Engländerin Florence Barker kennen und durch sie ein Leben im Glauben mit Jesus Christus. Durch ihr Elternhaus in Jerusalem begegnete sie vielen Leuten und konnte so ihren Horizont entscheidend erweitern. Das Missionsfeld war für sie eine bekannte Größe. Sie zog sich aber ein Kehlkopfleiden zu und musste daher den Dienst in der Mädchenschule ihres Vaters aufgeben.

## Ehe und Dienst
1867 lernte sie Carl Heinrich Rappard kennen, der damals die Missionsstation der Pilgermission St. Chrischona in Alexandrien leitete. Noch im selben Jahr heirateten sie und führten 42 Jahre eine gute Ehe. Sie hatten zusammen zehn Kinder, von denen zwei in jungen Jahren verstarben. Als ihr Mann einem Ruf als Inspektor nach St. Chrischona folgte, wurde sie die Anstaltsmutter der Pilgermission. Hier tat sie jahrzehntelang Dienst. Bekannt wurde sie auch durch das Lied „O du Lamm Gottes“.

## Werke (Auswahl)
- mit Carl Heinrich Rappard (als gemeinsame Hrsg.): Gemeinschafts-Lieder. C. F. Spittler, Basel 1875 (mehrere Aufl.).
- mit Carl Heinrich Rappard (als gemeinsame Hrsg.): Glaubens-Lieder. Basel 1875 (mehrere Aufl.).
- Der Verheissene des Herrn. Ein Lobgesang. C. F. Spittler, Basel 1887.
- Fort, fort, mein Herz, zum Himmel! Gedichte. Basel 1899.
- Carl Heinrich Rappard. Ein Lebensbild. Kober, Basel 1910 (sprachlich neu bearbeitet und leicht gekürzt von David Gysel, BoD, 2025; Ebook: Esras.net, 2025).
- Lichte Spuren. Erinnerungen aus meinem Leben. Buchhandlung der Pilgermission, Giessen 1914.
- Durch Leiden zur Herrlichkeit. F. Reinhardt, Basel 1916.
- Frohes Alter. Kober, Basel 1923.

## Bekannte Lieder
- Ich blicke voll Beugung und Staunen hinein in das Meer seiner Gnad (Text).
- Dass Jesus siegt, bleibt ewig ausgemacht (Melodie zum Text von Johann Christoph Blumhardt).
- Hast du eine Sorgenlast (Text).
- Auf dein Wort will ich trauen (Text).
- Sicher in Jesu Armen (deutsche Übertragung des Textes von J. F. Crosby).